# Cmentarz w Pyrach
Cmentarz w Pyrach – rzymskokatolicki cmentarz znajdujący się na osiedlu Pyry, na obszarze MSI Jeziorki Północne w warszawskiej dzielnicy Ursynów.

## Historia
Powstał w połowie 1945 wraz z formowaniem się tutejszej parafii. Pierwotnie miał powierzchnię 2,76 ha. Został poświęcony 24 marca 1946.
Na cmentarzu znajdują się mogiły 125 żołnierzy Wojska Polskiego poległych w okolicy podczas obrony Warszawy w ramach kampanii wrześniowej, powstańców warszawskich i więźniów Pawiaka zamordowanych w okolicy. Spośród pochowanych w masowych grobach ofiar tylko 11 osób jest rozpoznanych. W 1989 kwatera z mogiłami z lat 1939–1939 została wpisana do rejestru zabytków.
W 1970 na cmentarzu wzniesiono kaplicę.
Cmentarz ma kształt zbliżony do prostokąta. Był kilkukrotnie powiększany (w 1980 o 2 ha, w 1983 o 1,16 ha, w 1991 o 1,5 ha oraz w 1992 o 1,17 ha).
Nekropolia posiada dwie bramy od strony ul. Farbiarskiej oraz jedną od strony ul. Spornej.

## Pochowani
- Konrad Bajer (1956–2014) − fizyk, prof. UW
- Włodzimierz Borodziej (1956–2021) – historyk, prorektor Uniwersytetu Warszawskiego
- Kazimiera Dębska (1897–1978) − pisarka
- Kajetan Hądzelek (1930−2024) − historyk sportu, działacz sportowy, wiceprezes PKOL
- Antoni Jawornicki (1886–1950) − architekt
- Zdzisław Kamiński (1946–1989) − dziennikarz
- Barbara Kosmal (1973–1993) − modelka i aktorka, córka aktorki Barbary Brylskiej
- Zbigniew Kowalczyk (1951–2008) − chemik, prof. PW
- Józef Kozioł (1939–2023) − polityk, wicepremier PRL
- Andrzej Kurek (1947–1989) − dziennikarz
- Joanna Ładyńska (1956–2008) − aktorka
- Antoni Mierzwiński (1915–1997) − inżynier, rolnik, polityk i minister
- Olga Mioduszewska (1927–2018) – profesor medycyny
- Karol Mondral (1880–1957) − artysta malarz
- Marek Nowacki (1938–2014) − lekarz onkolog
- Wojciech Nowotny (1948–2007) − harcerz
- Edward Otto (1908–1986) − matematyk, prof. PW
- Stanisław Pachuta (1923–2003) − geodeta, płk WP, prof. WAT
- Julian Pałka (1923–2002) − artysta grafik, prof. ASP
- Bolesław Podhorski (1896–1979) − rolnik, ekonomista, kawaler orderów
- Tadeusz Rogowski (1949–2014) – wykładowca Politechniki Warszawskiej
- Tadeusz Rozdeiczer-Kryszkowski (1905–1984) − prawnik, żołnierz, korporant
- Ryszard Rumianek (1947–2010) − duchowny katolicki, profesor teologii, rektor UKSW
- Jan Slaski (1934–2022) – polonista, hungarysta, profesor Uniwersytetu Warszawskiego
- Jacek Tomasz Stupnicki (1934–2005) − profesor PW
- Janusz Symonides (1938–2020) − profesor, dyplomata i wykładowca uniwersytecki
- Andrzej Szozda (1932–2020) − inżynier, polityk i minister
- Hanna Szymanderska (1944–2014) − publicystka, autorka książek kulinarnych
- Marek Walczewski (1937–2009) − aktor
- Józef Wójcik (1929–2015) − poseł na Sejm PRL, wiceprzewodniczący Zarządu Głównego Stowarzyszenia „Pax”, redaktor naczelny Słowa Powszechnego”
- Jerzy Wróbel (1948–2012) − prof. mechaniki, PW
- Tomasz Zaliwski (1929–2006) − aktor
- Roman Żelazny (1926–2018) – profesor nauk fizycznych, prezes Państwowej Agencji Atomistyki
- Ryszard Żółtaniecki (1951–2020) – socjolog